# Rubens José Vervloet Gomes
Rubens José Vervloet Gomes (Vitória, 23 de setembro de 1921 — Vitória, 31 de agosto de 2007) foi um político, economista, advogado e professor brasileiro. Foi preso político na época da ditadura  militar no Brasil.
Oriundo dalguma ilustre família de comerciantes belgas, fundou o Colégio Brasileiro de Vitória, em 1966, por onde passaram cerca de 30 mil alunos, entre eles João Coser, atual prefeito de Vitória. O prédio do colégio, inaugurado em 1926 como o primeiro hotel de luxo de Vitória, atualmente abriga o Centro Cultural Majestic, parte integrante do corredor cultural do projeto de revitalização do centro da cidade.
Foi presidente de honra do Partido Democrático Trabalhista (PDT) capixaba, partido que ajudou a fundar no Espírito Santo em 1980.
Rubens José Vervloet Gomes,foi Presidente da Caixa Económica do Estado do Espírito Santo, Presidente da Federação do Comêrcio do Espírito Santo, Presidente do Santo Antônio Futebol Clube de Vitória; nossa capital, candidato a Prefeito de Vitória com uma consagradora votação em pleito passado, Presidente do Movimento Trabalhista Nacional de Fernando Ferrari, que ele conduziu com sábia orientação e pulso -firme, e Diretor do Colégio Brasileiro de Vitória, que ele fundou em 1966 e hoje é uma das glórias educacionais do meu estado
Em 1986 concorreu ao governo do Estado do Espírito Santo, em pleito vencido por Max Freitas Mauro, do Partido do Movimento Democrático Brasileiro (PMDB).